# Jean-Pierre Bébéar
Pour les articles homonymes, voir Bébéar.
Jean-Pierre Bébéar, né le 23 septembre 1942 à Saint-Astier (Dordogne), est un professeur de médecine et homme politique français.

## Biographie
Jean-Pierre Bébéar fait des études de médecine à la faculté de médecine de Bordeaux. À partir de 1977, il est professeur agrégé d'oto-rhino-laryngologie à l'université Bordeaux-II (université Bordeaux-Segalen) et à partir de 1982 professeur d'oto-rhino-laryngologie et de chirurgie cervico-faciale, chef de service au Centre hospitalier Pellegrin.

## Distinctions
- Chevalier de l'ordre des Palmes académiques
- Officier de l'ordre national du Mérite

## Détail des fonctions et des mandats
Mandats parlementaires
- 19 juillet 1994 - 19 juillet 1999 : député européen
- 28 juin 2002 - 19 juillet 2004 : député européen

Autres fonctions
- président de la société française d'ORL (2009-2010)